# South Park (sæson 4)
Sæson 4 af South Park, en amerikansk tv-serie skabt af Trey Parker og Matt Stone, blev første gang sendt den 5. april 2000 og sidste afsnit blev sendt den 20. december 2000.

## Afsnit
| Serie # | Sæson # | Titel                                    | Instruktør   | Forfatter(e)                               | Original sendedato | Seere i USA      |
| 49      | 1       | "The Tooth Fairy Tats 2000"              | Trey Parker  | Matt Stone, Trey Parker, Nancy M. Pimental | 5. april 2000      | {{{Seere(USA)}}} |
|         |         |                                          |              |                                            |                    |                  |
| 50      | 2       | "Cartman's Silly Hate Crime 2000"        | Matt Stone   | Trey Parker                                | 12. april 2000     | {{{Seere(USA)}}} |
|         |         |                                          |              |                                            |                    |                  |
| 51      | 3       | "Timmy 2000"                             | Trey Parker  | Trey Parker                                | 19. april 2000     | {{{Seere(USA)}}} |
|         |         |                                          |              |                                            |                    |                  |
| 52      | 4       | "Quintuplets 2000"                       | Trey Parker  | Trey Parker, Matt Stone                    | 26. april 2000     | {{{Seere(USA)}}} |
|         |         |                                          |              |                                            |                    |                  |
| 53      | 5       | "Cartman Joins NAMBLA"                   | Eric Stough  | Trey Parker                                | 21. juni 2000      | {{{Seere(USA)}}} |
|         |         |                                          |              |                                            |                    |                  |
| 54      | 6       | "Cherokee Hair Tampons"                  | Matt Stone   | Matt Stone, Trey Parker                    | 28. juni 2000      | {{{Seere(USA)}}} |
|         |         |                                          |              |                                            |                    |                  |
| 55      | 7       | "Chef Goes Nanners"                      | Eric Stough  | Trey Parker                                | 5. juli 2000       | {{{Seere(USA)}}} |
|         |         |                                          |              |                                            |                    |                  |
| 56      | 8       | "Something You Can Do with Your Fingers" | Eric Stough  | Trey Parker                                | 12. juli 2000      | {{{Seere(USA)}}} |
|         |         |                                          |              |                                            |                    |                  |
| 57      | 9       | "Do the Handicapped Go to Hell"          | Trey Parker  | Trey Parker, Matt Stone                    | 19. juli 2000      | {{{Seere(USA)}}} |
|         |         |                                          |              |                                            |                    |                  |
| 58      | 10      | "Probably"                               | Trey Parker  | Trey Parker, Matt Stone                    | 26. juli 2000      | {{{Seere(USA)}}} |
|         |         |                                          |              |                                            |                    |                  |
| 59      | 11      | "4th Grade"                              | Trey Parker  | Trey Parker, Matt Stone                    | 8. november 2000   | {{{Seere(USA)}}} |
|         |         |                                          |              |                                            |                    |                  |
| 60      | 12      | "Trapper Keeper"                         | Trey Parker  | Trey Parker                                | 15. november 2000  | {{{Seere(USA)}}} |
|         |         |                                          |              |                                            |                    |                  |
| 61      | 13      | "Helen Keller! The Musical"              | Trey Parker  | Trey Parker                                | 22. november 2000  | {{{Seere(USA)}}} |
|         |         |                                          |              |                                            |                    |                  |
| 62      | 14      | "Pip"                                    | Trey Parker  | Trey Parker, Matt Stone                    | 29. november 2000  | {{{Seere(USA)}}} |
|         |         |                                          |              |                                            |                    |                  |
| 63      | 15      | "Fat Camp"                               | Trey Parker  | Trey Parker, Matt Stone                    | 6. december 2000   | {{{Seere(USA)}}} |
|         |         |                                          |              |                                            |                    |                  |
| 64      | 16      | "The Wacky Molestation Adventure"        | Trey Parker  | Trey Parker                                | 13. december 2000  | {{{Seere(USA)}}} |
|         |         |                                          |              |                                            |                    |                  |
| 65      | 17      | "A Very Crappy Christmas"                | Adrien Beard | Trey Parker, Matt Stone                    | 20. december 2000  | {{{Seere(USA)}}} |
|         |         |                                          |              |                                            |                    |                  |